# Чермін (гміна, Плешевський повіт)
Гміна Чермін (пол. Gmina Czermin) — сільська гміна у північно-західній Польщі. Належить до Плешевського повіту Великопольського воєводства.
Станом на 31 грудня 2011 у гміні проживало 4878 осіб.

## Територія
Згідно з даними за 2007 рік площа гміни становила 97.83 км², у тому числі:
- орні землі: 83.00%
- ліси: 11.00%

Таким чином, площа гміни становить 13.74% площі повіту.

## Населення
Станом на 31 грудня 2011:
| Опис     | Загалом | Загалом | Чоловіки | Чоловіки | Жінки | Жінки |
| -------- | ------- | ------- | -------- | -------- | ----- | ----- |
| одиниця  | осіб    | %       | осіб     | %        | осіб  | %     |
| все      | 4878    | 100     | 2491     | 51.07    | 2387  | 48.93 |
| міське   | 0       | 100     | 0        |          | 0     |       |
| сільське | 4878    | 100     | 2491     | 51.07    | 2387  | 48.93 |

## Сусідні гміни
Гміна Чермін межує з такими гмінами: Ґізалкі, Жеркув, Котлін, Плешев, Хоч.